# Carquinyoli

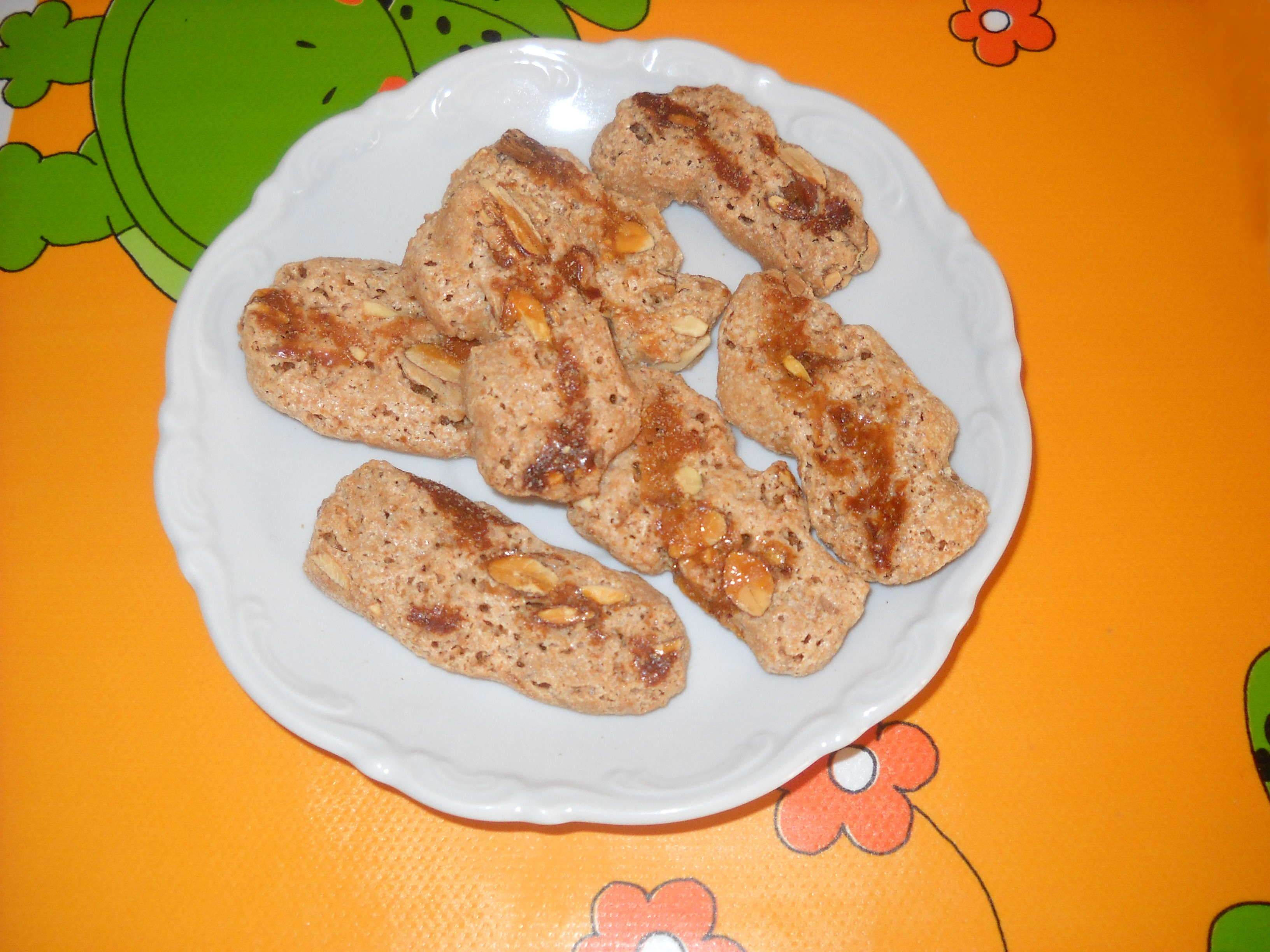
Carquinyolis de Sant Quintí de Mediona (50g).

Els carquinyolis o carquinyols són bescuits dolços típics de Catalunya, les Balears, el País Valencià, l'Aragó, Occitània, Sicília i la Toscana (cantuccini), totes les variants es fornegen dues vegades.
En indrets de València es fan els rosegons, un dolç de pasta seca amb ametlles, típic de les comarques d'interior, que s'assembla molt al carquinyoli. A Menorca els carquinyols són diferents, ja que l'ametlla que contenen és picada, però en canvi existeixen els tatis, que són carquinyolis de xocolata. Els occitans solen estar tallats molt més prims que els catalans. Els sicilians són idèntics als catalans, alhora que hi ha uns dolços pràcticament idèntics a la regió de la Toscana anomenats cantucci.
A Catalunya destaquen per la seva anomenada els de Sant Quintí de Mediona, els de l'Espluga de Francolí, els de Caldes de Montbui i els de Rupit i Pruit.

## Preparació
Aquestes pastes s'elaboren amb una mescla de sucre, farina, ou i ametlles torrades. Per confeccionar-los es forma un tronc aplanat d'uns 6 cm d'ample per 2 cm d'alçada que després es talla en llesques primes, d'1 cm de gruix com a màxim (els carquinyolis), que acabaran de torrar-se. Aquestes pastes es mengen fredes. Es poden servir amb vi dolç, en gots petits de vidre, on es mulla el carquinyoli.
L'ametlla ha de ser sencera i sense pelar. S'hi pot afegir anís molt (matafaluga), essència de llimona o essència de vainilla. No s'hauria d'utilitzar cap mena de llevat, encara que si es vol se n'hi pot afegir una mica.